# Женщины в Бельгии

Языковая ситуация в Бельгии. Жёлтый — распространён нидерландский язык; красный — французский, синий — немецкий.

Женщины в Бельгии — женщины, которые живут в Бельгии или родом из неё. Поколение за поколением бельгийские женщины оказались способны ликвидировать «профессиональный гендерный разрыв». В более молодом поколении это связано с увеличением доступности «работ с частичной занятостью в сфере услуг» для женщин. В 1999 году средний заработок бельгийской женщины составлял 91% от зарплаты бельгийского мужчины. Когда бельгийские женщины не работают неполный рабочий день, они по-прежнему «выполняют больше домашней работы», в зависимости от соглашения между партнёрами-женщинами и мужчинами.

## Культурный фон
Бельгийская культура сложна, потому что в ней есть как аспекты, общие для большинства бельгийцев независимо от языка, на котором они говорят, так и различия между основными культурными сообществами: голландскоязычными фламандцами и франкоязычными валлонами. Фламандцы интенсивно черпают информацию как из англоязычной культуры (которая доминирует в науке, профессиональной жизни и большинстве средств массовой информации), так и из Нидерландов, в то время как франкоязычные сосредотачиваются на культурной жизни во Франции и других странах франкоязычного мира, и меньше за её пределами. Сегодня Брюссельский столичный регион в основном говорит по-французски, но близок к двуязычию, а также является космополитическим местом. На востоке страны также есть небольшая немецкоязычная община. На права женщин в Бельгии повлияло множество факторов, включая местную культуру, а также национальные законы и политику. Женщины получили право голоса сначала с ограничениями в 1919 году, а наравне с мужчинами в 1948 году. Женщины получили право баллотироваться на выборах в 1921 году.

## Брак и семейная жизнь
Как и в большинстве других европейских стран, семейное право традиционно наделяло мужа юридической властью; но это было реформировано во второй половине XX века. Супружеская власть мужа была упразднена в 1958 году, но реформирование имущественного законодательства произошло лишь в 1970-е годы, когда было установлено юридическое гендерное равенство между мужем и женой. В 1979 году Апелляционный суд Брюсселя признал супружеское изнасилование и установил, что муж, применивший серьёзное насилие, чтобы принудить свою жену к сексу против её воли, был виновен в совершении уголовного преступления — изнасилования. Логика суда заключалась в том, что, хотя у мужа было «право» на секс с женой, он не мог использовать насилие, чтобы заявить об этом, поскольку бельгийские законы не позволяли людям получать свои права с помощью насилия. Прелюбодеяние было декриминализировано в 1987 году. В 1989 году супружеское изнасилование стало рассматриваться по закону так же, как и другие формы изнасилования. Однополые браки в Бельгии были легализованы в 2003 году. Закон о разводе в Бельгии был либерализован в сентябре 2007 года. В XXI веке связь между браком и рождаемостью уменьшилась: в 2012 году 52,3% рождений были вне брака. Центральное место брака в жизни людей уже не так велико: в исследовании European Values Study (EVS) 2008 года процент респондентов, согласившихся с утверждением, что «брак — это устаревший институт», составил 34,3% в Бельгии.

## Репродуктивные права и здоровье

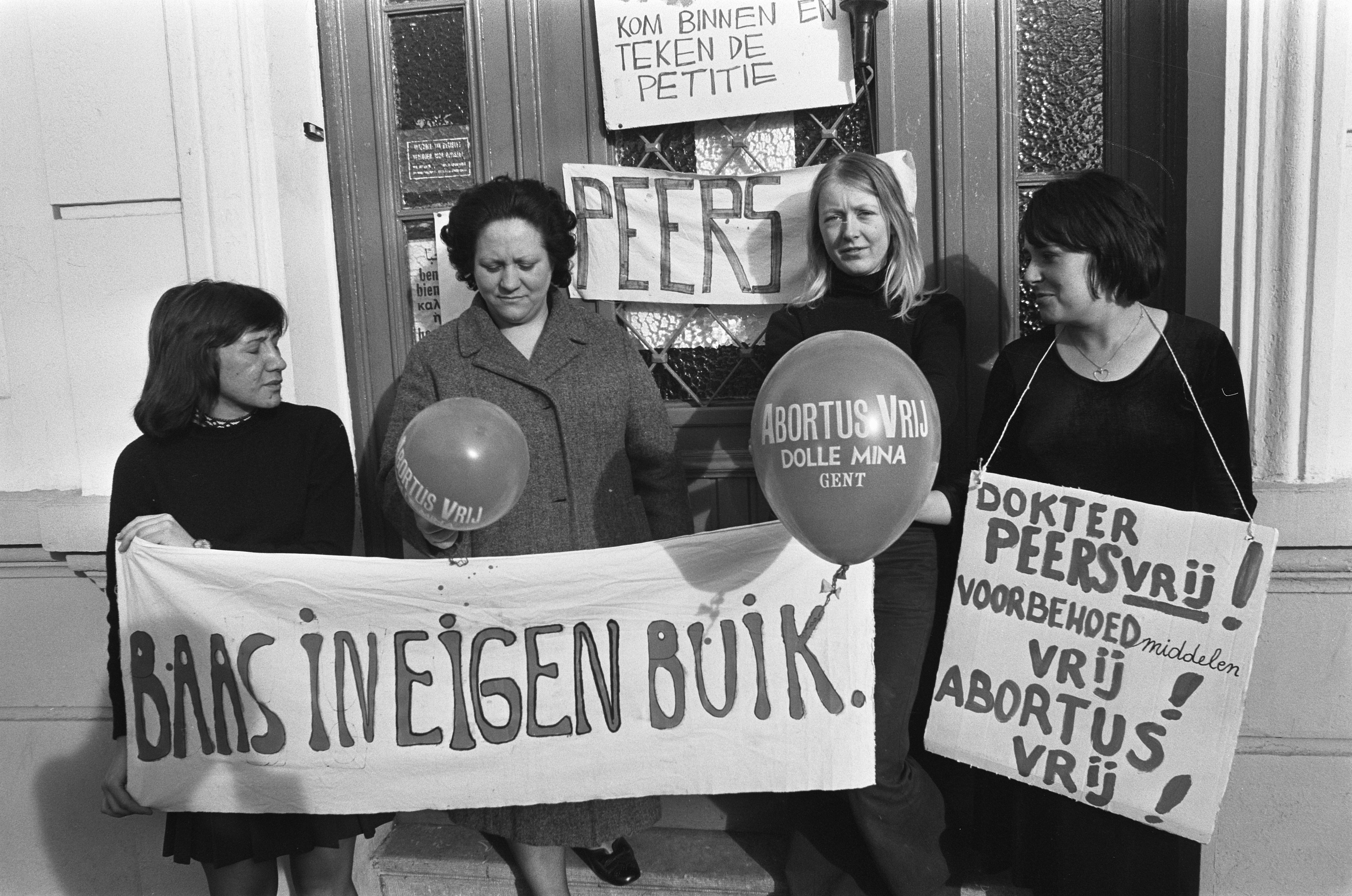
Голодовка в Генте в январе 1973 года, члены группы Dolle Mina за право на аборт и против ареста доктора Вилли Пирса

Законы об абортах в Бельгии были либерализованы в 1990 году. Аборт является законным до двенадцатой недели беременности, и женщина должна получить консультацию не менее чем за шесть дней до аборта и посетить своего врача, чтобы следить за своим здоровьем в течение нескольких недель после процедуры. Аборты на более поздних сроках разрешены по медицинским показаниям. Уровень материнской смертности в Бельгии составляет 8,00 смертей на 100 000 живорождений (по состоянию на 2010 год). Как и большинству западных стран, Бельгии приходится иметь дело с низким уровнем рождаемости и коэффициентом рождаемости ниже воспроизводства: общий коэффициент рождаемости составляет 1,7 ребёнка на женщину (оценка 2015 года), что ниже коэффициента воспроизводства 2,1.

## Женщины в политике
Представительство женщин в парламенте неуклонно растёт с 1995 года. В нижних или одиночных палатах после обновления парламента в 2007 году женщины заняли 55 мест, что составляет 36,7%. В 2014 году это число немного выросло до 57, что составляет 38% в нижней или одиночной палате. Женщины в верхних палатах парламента в 2007 году составляли 27 из 71, что составляло 38%. Это число выросло до 30 женщин, что составляет 50% от общего числа в верхней палате в 2014 году. В Бельгии действует закон, согласно которому политические партии должны выдвигать не менее 33 процентов женщин. Стороны, не выполнившие план, подвергаются санкциям.

## Женщины и труд
В Бельгии, как и в соседних Нидерландах, существуют сильные традиции, согласно которым женщины выполняют преимущественно домашнюю роль, а не профессиональную. Католицизм, традиционная религия в Бельгии, поддерживал разные гендерные роли для мужчин и женщин. Однако с 1990-х годов ситуация начала меняться. В последние годы профессиональный гендерный разрыв сокращается, особенно среди молодого поколения. Однако более высокий уровень занятости женщин в первую очередь обусловлен увеличением занятости на неполный рабочий день. В 2011 году 43,3% работающих женщин работали неполный рабочий день по сравнению с 9,2% мужчин. Существует также сильная сегрегация по областям, и в Бельгии меньше женщин, работающих в STEM и инженерии, чем в среднем по ЕС.
Гендерный разрыв в занятости высокообразованных женщин сократился до 7% в 2002 году, что ниже среднего показателя по ОЭСР. Однако общий уровень занятости женщин в возрасте 20–64 лет составляет 63,0% по сравнению с 72,3% мужчин (в 2016 году). Гендерный разрыв в занятости среди высокообразованных женщин наименьший во Фландрии и самый большой в Валлонии.